# Castell'Alfero
Castell'Alfero är en ort och kommun i provinsen Asti i regionen Piemonte i Italien. Kommunen hade 2 671 invånare (2018).